# Passaic megye
Passaic megye az Amerikai Egyesült Államokban, azon belül New Jersey államban található. Megyeszékhelye Paterson. Lakosainak száma 524 118 fő (2020. április 1.). Passaic megye Morris, Essex, Sussex, Bergen, Rockland és Orange megyékkel határos.

## Népesség
A megye népességének változása:
| Lakosok száma | 16 734 | 22 569 | 29 013 | 46 416 | 491 778 | 503 508 | 504 245 | 505 672 | 510 916 | 524 118 |
|               | 1840   | 1850   | 1860   | 1870   | 2009    | 2011    | 2012    | 2013    | 2015    | 2020    |